# Saulkrasti
Saulkrasti (dansk: Solkysten) er beliggende i Rigas distrikt i det centrale Letland og fik byrettigheder i 1991. Byen ligger ved Rigabugten og er kendt som et sommerhusområde for folk fra Riga. Før Letlands selvstændighed i 1918 var byen også kendt på sit tyske navn Neubad.